# Possible Worlds
Possible Worlds è un film del 2000 diretto da Robert Lepage, adattamento dell'omonima opera teatrale del matematico John Mighton.
Parte giallo con delitto, parte fantascienza e parte filosofia matematica, la storia segue le vite parallele del misterioso George Barber.

## Trama
Si indaga su un delitto efferato: all'agente di borsa George Barber, la vittima, è stato tolto il cervello. Il suo passato è rievocato tramite i suoi incontri con l'enigmatica Joyce (Tilda Swinton), che si scinde in cinque donne diverse. Storia d'amore cubista, dalla pièce del matematico John Mighton.